# Еніт
Еніт (також знана як Аніт) — давньоєгипетська богиня, яку зображували у вигляді жінки з головним убором, схожим на корону богині Месхенет. Ця богиня часто згадувалася як дружина бога війни Монту.